# Galápagos-Seebär
Der Galápagos-Seebär (Arctocephalus galapagoensis) ist die kleinste Art der Südlichen Seebären.

## Merkmale
Die Männchen werden 150 Zentimeter lang, die Weibchen 120 Zentimeter. Das Gewicht beträgt nur 65 beziehungsweise 30 Kilogramm. Die Farbe ist graubraun. Der Unterschied zwischen den Geschlechtern ist beim Galápagos-Seebären weniger augenfällig als bei anderen Arten der Gattung.

## Verbreitung

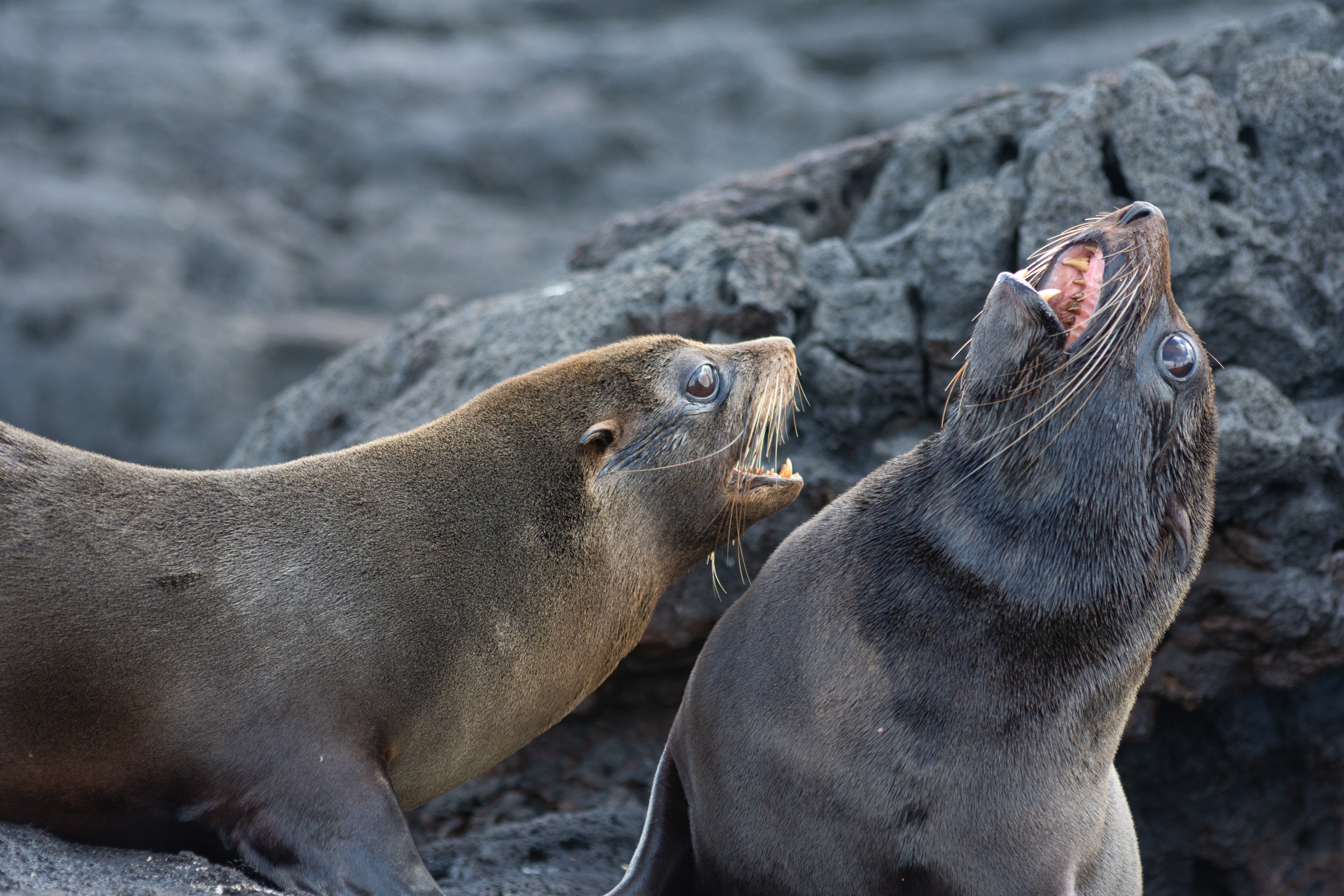
Zwei Galápagos-Seebären auf der Insel Santiago

Die Kolonien des Galápagos-Seebären leben auf 15 Inseln der Galápagosinseln. Sie wandern nicht und verlassen den Archipel auch außerhalb der Fortpflanzungszeit nicht. Während die anderen Arten eher in kalten oder gemäßigt-kühlen Gewässern zu Hause sind, lebt der Galápagos-Seebär in einer tropischen Klimazone.
Galápagos-Seebären halten sich an felsigen Küsten auf, während die im gleichen Gebiet verbreiteten Galápagos-Seelöwen sandige Strände bevorzugen.

## Lebensweise
Um der Überhitzung zu entgehen, halten sich die Robben auch beim Ruhen nach Möglichkeit in Gezeitentümpeln auf. Die Fortpflanzungszeit liegt in der kühleren Jahreszeit zwischen August und November. Die Jungen kommen im Oktober zur Welt und werden bis zu drei Jahre gesäugt, was für Robben eine außergewöhnlich lange Zeit ist. Wird während dieser Zeit ein weiteres Junges geboren, muss es verhungern oder wird von seinem älteren Geschwisterteil getötet.

## Systematik
Der Galápagos-Seebär wird als eigenständige Art innerhalb der Gattung Arctocephalus eingeordnet. Die wissenschaftliche Erstbeschreibung stammt von dem deutschen Zoologen  Edmund Heller aus dem Jahr 1904, der sie von der zu den Galápagosinseln gehörenden Wenman Island beschrieb. Vorher wurde die Art als Unterart des Südamerikanischen Seebären (A. australis) betrachtet.
Innerhalb der Gattung wird der Südamerikanische Seebär als Schwesterart dem Südamerikanischen Seebären (A. galapagoensis) gegenübergestellt, die restlichen Arten der Gattung werden als ursprünglicher betrachtet.
Teilweise wird die Monophylie der Südlichen Seebären in Zweifel gezogen und man geht von einem gemeinsamen Ursprung der auf der südlichen Hemisphäre verbreiteten Ohrenrobben aus. In dem Fall werden auch der Australische Seelöwe (Neophoca cinerea) und der Neuseeländische Seelöwe (Phocarctos hookeri) in diese Gruppe. Der Südafrikanische und der Subantarktische Seebär wären an dieser Stelle Schwestergruppe eines gemeinsamen Taxons aus den beiden Seelöwenarten und den restlichen Seebären, für die zur Abgrenzung ein neuer Gattungsname „Arctophoca“ vorgeschlagen wurde.
Innerhalb der Art werden keine Unterarten unterschieden.

## Bestandsentwicklung, Gefährdung und Schutz
Die Kolonien des Galápagos-Seebären wurden von Robbenjägern so weitgehend abgeschlachtet, dass man die Art noch im 19. Jahrhundert für ausgestorben hielt. 1932 wurde der Galápagos-Seebär wiederentdeckt, und seitdem sind die Bestände dank der strengen Schutzmaßnahmen des Galapagos-Nationalparkes wieder auf 30.000 bis 40.000 Tiere angewachsen.
Die Gefährdungssituation des Galápagos-Seebären wird von der Weltnaturschutzunion IUCN mit stark gefährdet (Endangered) angegeben. Wie alle Arten dieser Gattung wird der Galápagos-Seebär von der Washingtoner Artenkonferenz CITES Appendix II durch Einschränkung des Handels geschützt. Diese Diktion übernimmt die Europäische Union, indem sie die Listung in Anhang B der EU-Artenschutzverordnung 338/97 vornimmt. Da diese Verordnung direkt auf die Mitgliedsstaaten der EU übergeht, wird die Art von der Bundesrepublik Deutschland im Bundesnaturschutzgesetz als besonders geschützt bezeichnet.

## Belege
1. ↑  
Arctocephalus galapagoensis. In: Don E. Wilson, DeeAnn M. Reeder (Hrsg.): Mammal Species of the World. A taxonomic and geographic Reference. 2 Bände. 3. Auflage. Johns Hopkins University Press, Baltimore MD 2005, ISBN 0-8018-8221-4.
2. 1 2 3 4 5  „Galapagos Fur Seal“ In: M.A. Webber: Family Otariidae. In: Don E. Wilson, Russell A. Mittermeier: Handbook of the Mammals of the World. 4. Sea Mammals. Lynx Edicions, Barcelona 2014; S. 91–92. ISBN 978-84-96553-93-4.
3. 1 2  Fernando Lopes,  Larissa R Oliveira,  Amanda Kessler,  Yago Beux,  Enrique Crespo, Susana Cárdenas-Alayza,  Patricia Majluf,  Maritza Sepúlveda, Robert L Brownell, Jr.,  Valentina Franco-Trecu,  Diego Páez-Rosas,  Jaime Chaves, Carolina Loch,  Bruce C Robertson,  Karina Acevedo-Whitehouse, Fernando R Elorriaga-Verplancken,  Stephen P Kirkman,  Claire R Peart, Jochen B W Wolf,  Sandro L Bonatto: Phylogenomic Discordance in the Eared Seals is best explained by Incomplete Lineage Sorting following Explosive Radiation in the Southern Hemisphere. Systematic Biology 70 (4), Juli 2021; S. 786–802. doi:10.1093/sysbio/syaa099.
4. 1 2  Annalisa Berta, Morgan Churchill: Pinniped Taxonomy: evidence for species and subspecies. Mammal Review. 42 (3): 207–234. September 2011, doi:10.1111/j.1365-2907.2011.00193.x
5. ↑  Takahiro Yonezawa, Naoki Kohno & Masami Hasegawa: The monophyletic origin of sea lions and fur seals (Carnivora; Otariidae) in the Southern Hemisphere. Gene 441 (1–2), 2009: 89–99. doi:10.1016/j.gene.2009.01.022Researchgate.net Volltext
6. ↑  „Systematics“ In: M.A. Webber: Family Otariidae. In: Don E. Wilson, Russell A. Mittermeier: Handbook of the Mammals of the World. 4. Sea Mammals. Lynx Edicions, Barcelona 2014; S. 34–36. ISBN 978-84-96553-93-4.
7. ↑  Arctocephalus galapagoensis in der Roten Liste gefährdeter Arten der IUCN 2009. Eingestellt von: D. Aurioles, F. Trillmich,(IUCN SSC Pinniped Specialist Group), 2008. Abgerufen am 8. Januar 2010.